# Styl neomauretański
Styl neomauretański, styl mauretański – styl w architekturze powstały w XIX wieku na fali romantycznego zainteresowania Orientem, zaliczany do nurtu historyzmu. Styl mauretański czerpał wzory głównie z architektury Imperium Osmańskiego i mauretańskiej Andaluzji. Zastosowanie wschodnich detali i ornamentów poszerzało zestaw dekoracji architektonicznych stosowanych w historyzmie.

## Historia
Jednym z pierwszych zastosowań „wschodniego” detalu były budowle w ogrodach Sheringham Hall, w Norfolk w Anglii, z roku 1812. Kolejną znaną realizacją był Pałac Woroncowa w Ałupce na Krymie z 1826 r., zaprojektowany przez angielskiego architekta Edwarda Blore’a. Detal pałacu wzorowany był na budowlach osmańskiej Turcji.
Styl neomauretański został w połowie XIX wieku zaadaptowany przez środkowoeuropejskich Żydów przy budowie synagog. W architekturze synagogalnej styl ten odnosił się do złotego wieku Żydów sefardyjskich w Hiszpanii, symbolizować miał również starożytne domy modlitwy z Palestyny i Bliskiego Wschodu.
Styl ten zdobył też popularność w Stanach Zjednoczonych, gdzie stosowano go przy budowie rezydencji, kamienic, a również kościołów. Budowle we wschodnim stylu powstawały też w Rosji oraz w Bośni, gdzie za czasów monarchii Austro-Węgierskiej rozwinął się osobny styl architektury bośniackiej czerpiący ze wzorów tureckich, czego przykładami są budowle w centrum Sarajewa – główny budynek poczty oraz gmach Instytutu Orientalnego. W Hiszpanii wykształcił się styl znany jako neomudejar, czerpiący bezpośrednio ze wzorców arabskiej architektury Hiszpanii. Inspiracje mauretańskim stylem mudejar odnaleźć można we wczesnych projektach Antonia Gaudiego, takich jak Casa Vicens czy pałac biskupi w Astordze.

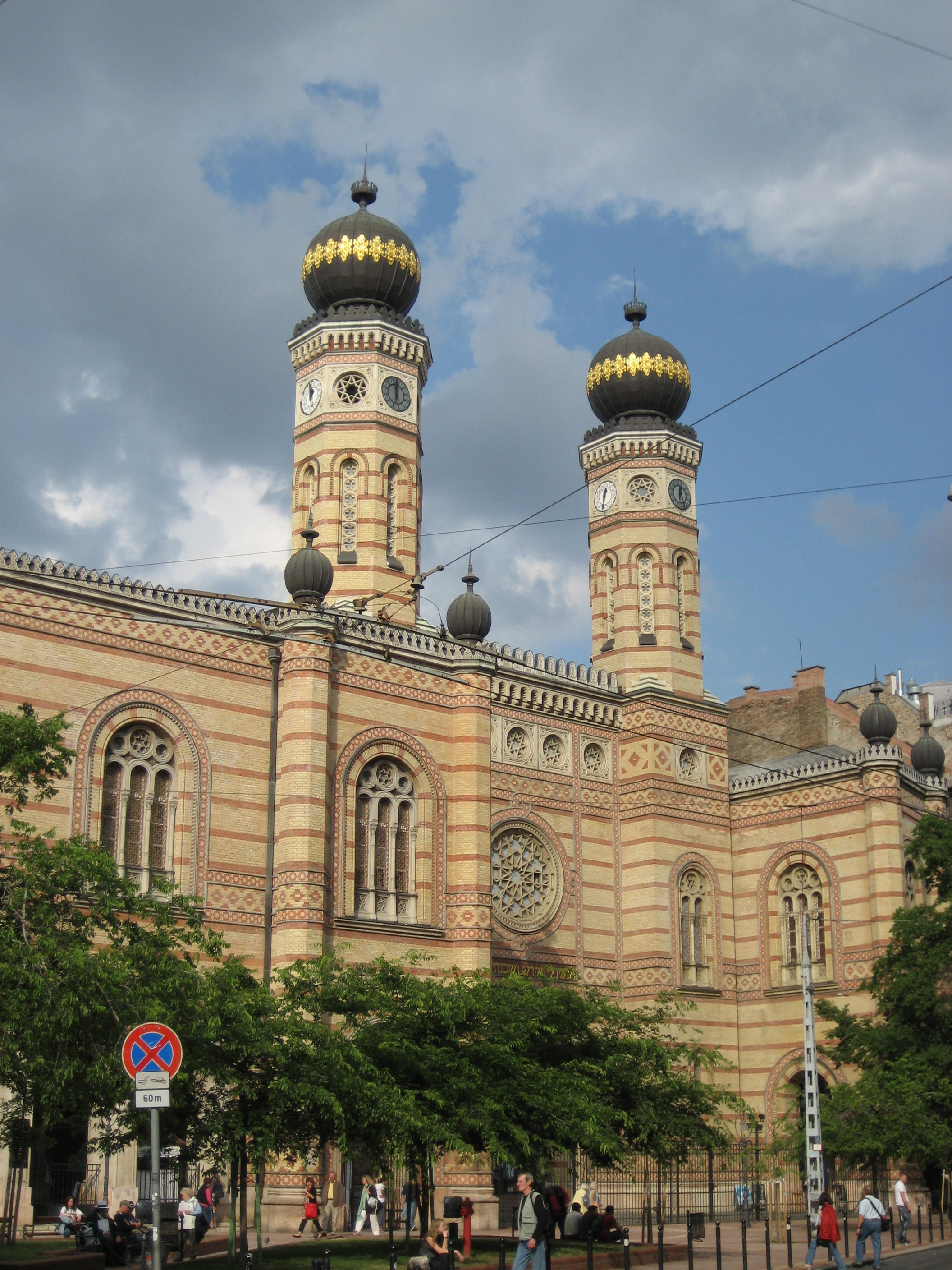
Ludwig Förster, Wielka Synagoga w Budapeszcie
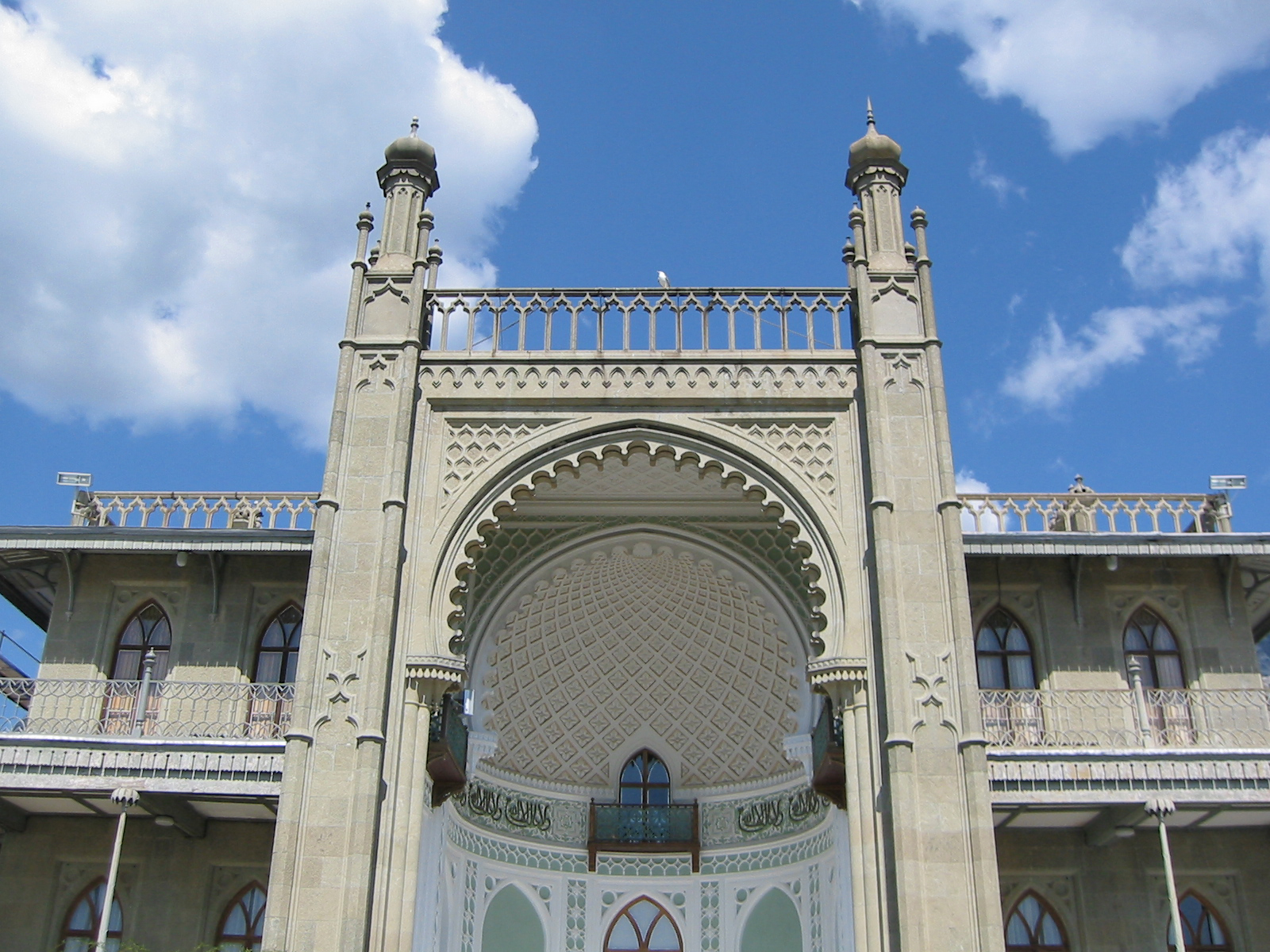
Edward Blore, Pałac Woroncowa, Ałupka, Ukraina
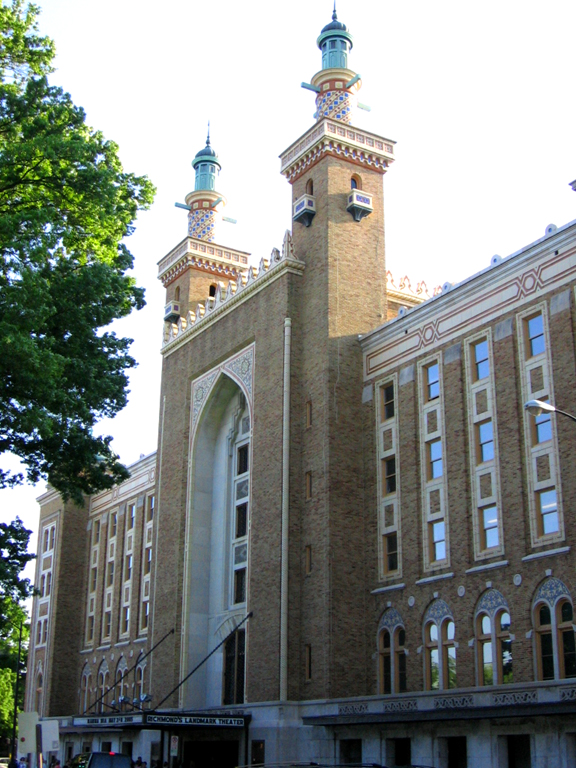
Landmark Theater, Richmond
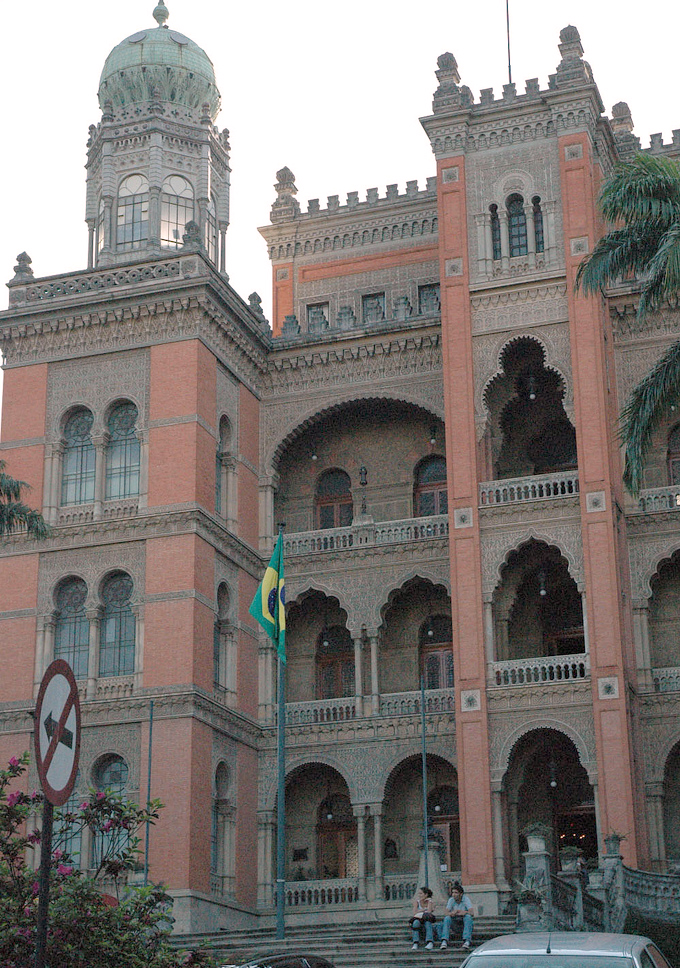
Siedziba Oswaldo Cruz Foundation w Rio de Janeiro

## Literatura
- E. Bergman, Nurt Mauretański w architekturze synagog, Warszawa 2004, ISBN 83-89729-03-2.